# Opinogóra Górna (village)
Pour les articles homonymes, voir Opinogóra Górna.
Opinogóra Górna (prononciation : [ɔpinɔˈɡura ˈɡurna]) est un village polonais de la gmina d'Opinogóra Górna dans le powiat de Ciechanów de la voïvodie de Mazovie dans le centre-est de la Pologne.
Il est le siège administratif de la gmina (district administratif) appelée gmina d'Opinogóra Górna.
Il se situe à environ 7 kilomètres au nord-est de Ciechanów (siège du powiat) et à 79 kilomètres au nord de Varsovie (capitale de la Pologne).
Le village possède approximativement une population de 630 habitants en 2006.

## Histoire
De 1975 à 1998, le village appartenait administrativement à la voïvodie de Ciechanów.